# SN 2000bm
SN 2000bm – supernowa odkryta 23 marca 2000 roku w galaktyce A085856+0510. W momencie odkrycia miała maksymalną jasność 19,20m.